# Hypolimnas scopas
Hypolimnas scopas är en fjärilsart som beskrevs av Frederick DuCane Godman och Osbert Salvin 1888. Hypolimnas scopas ingår i släktet Hypolimnas och familjen praktfjärilar. Inga underarter finns listade i Catalogue of Life.